# Perk Seuruway
Perk Seuruway is een bestuurslaag in het regentschap Aceh Tamiang van de provincie Atjeh, Indonesië. Perk Seuruway telt 647 inwoners (volkstelling 2010).